# Francesco Biribanti

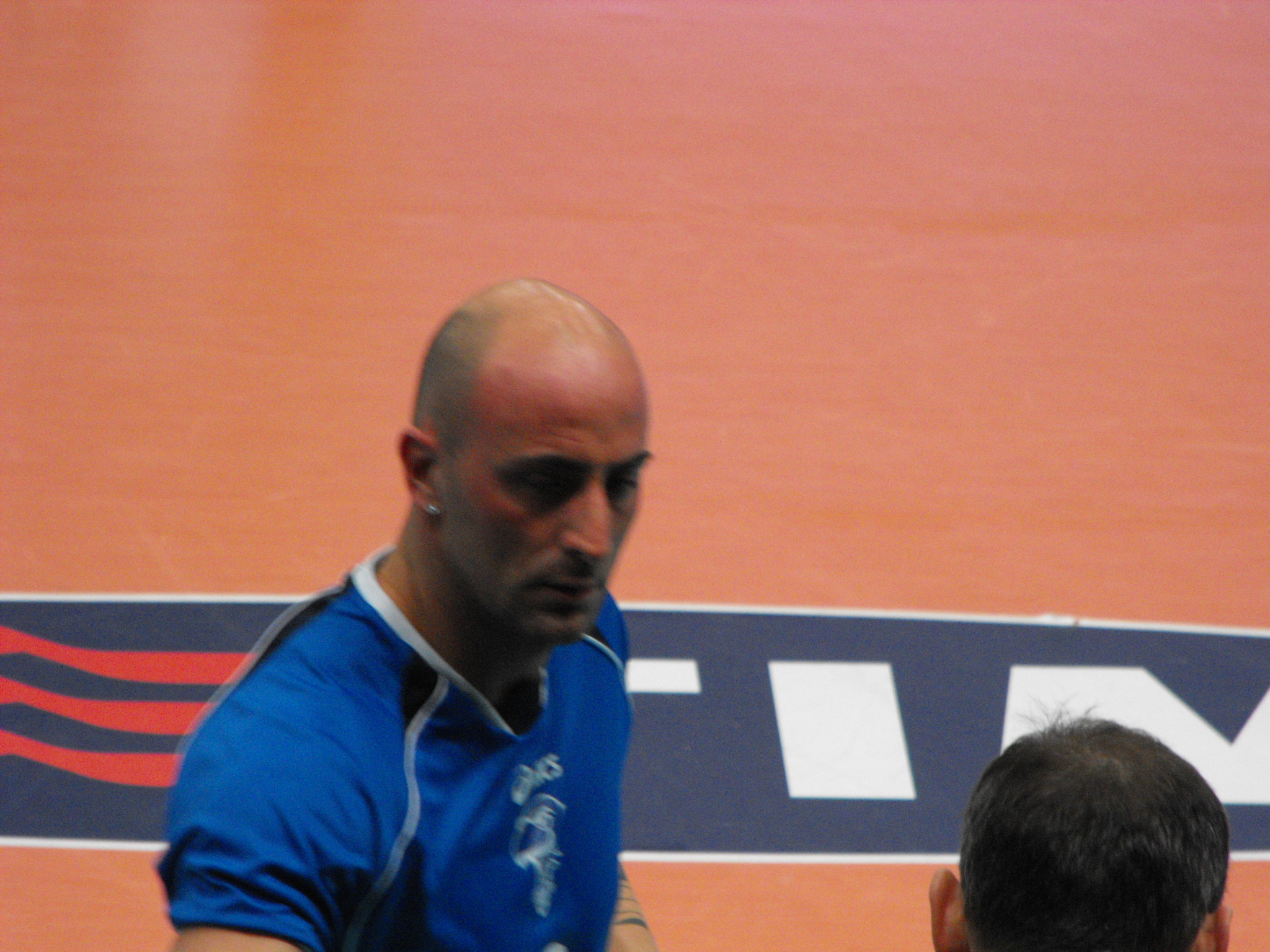
Francesco Biribanti

Francesco Biribanti est un joueur italien de volley-ball né le 17 janvier 1976 à Terni (Ombrie). Il mesure 1,98 m et joue réceptionneur-attaquant. Il totalise 49 sélections en équipe d'Italie.

## Clubs
| Club              | Pays   | De        | À         |
| ----------------- | ------ | --------- | --------- |
| Sisley Trévise    | Italie | 1995-1996 | 1996-1997 |
| Pallavolo Loreto  | Italie | 1997-1998 | 1997-1998 |
| Virtus Fano       | Italie | 1998-1999 | 1998-1999 |
| Porto Ravenne     | Italie | 1999-2000 | 1999-2000 |
| Palerme Volley    | Italie | 2000-2001 | 2000-2001 |
| Latina Volley     | Italie | 2001-2002 | 2005-2006 |
| Blu Volley Vérone | Italie | 2006-2007 | 2006-2007 |
| Volley Corigliano | Italie | 2007-2008 | 2007-2008 |
| Bre Banca Cuneo   | Italie | 2008-2009 | …         |

## Palmarès
- Championnat d'Europe (1)
  - Vainqueur : 2003
- Championnat d'Italie (1)
  - Vainqueur : 1996
- Supercoupe d'Europe (1)
  - Vainqueur : 1995